# Isaac Musa
Isaac Saye Musa (também escrito 'Musah', 'Mussah' ou 'Mesahn') (falecido em 2008) foi um oficial militar e político liberiano. Musa foi um dos principais comandantes de campo da Frente Patriótica Nacional da Libéria (NPFL) na Primeira Guerra Civil da Libéria. Ele desempenhou funções governamentais nos governos de transição durante a década de 1990. Um notável lealista de Charles Taylor, acabaria caindo em desgraça com Taylor.

## Das Forças Armadas da Libéria para a NPFL
Musa pertencia ao povo gio. Foi oficial das Forças Armadas da Libéria no início da década de 1980, alcançando o posto de Primeiro Tenente da Polícia Militar. Foi detido por um período após a tentativa fracassada de golpe de Estado de 1985 e foi para o exílio após ser libertado. Posteriormente, ingressou na Frente Patriótica Nacional da Libéria (NPFL) de Charles Taylor e recebeu treinamento de guerrilha na Líbia. Musa fazia parte do contingente da NPFL que entrou na Libéria em 24 de dezembro de 1989, desencadeando a eclosão da Primeira Guerra Civil Liberiana. Dentro da NPFL, Musa foi nomeado general das forças da organização e atuou como Comandante do Grupo de Batalha nas bases da NPFL no Aeroporto Internacional Roberts e Kakata. A partir de 1992, ele serviu como Chefe do Estado-Maior Conjunto da NPFL.

## No governo
Em 20 de outubro de 1993, a NPFL nomeou Musa como novo vice-presidente do Conselho de Estado (para se tornar o ramo executivo do Governo Nacional de Transição da Libéria), substituindo Dorothy Musuleng-Cooper.  O Conselho de Estado, com Musa como um dos vice-presidentes, foi instalado em 7 de março de 1994.
Comentando a entrada de Musa na presidência provisória do país, o jornalista Gabriel I. H. Williams argumentou que "[Musuleng-Cooper] também foi substituída, como vice-presidente do Conselho de Estado, pelo notório comandante do grupo de batalha da NPFL, Isaac Musa [...] Musa, um dos mais temidos guerreiros da NPFL que se orgulhava de se autodenominar o "Diabo Vermelho", era uma das pessoas mais erráticas durante a crise." A chegada de Musa à capital, Monróvia, foi recebida com tensões nas comunidades deslocadas do condado de Nimba. Como membro do Conselho de Estado, Musa apelou repetidamente à reconciliação das comunidades do condado de Nimba. Musa participou nas negociações de paz de Akosombo no final de 1994. Musa permaneceu no Conselho até agosto de 1995, quando Taylor assumiu para si o assento da NPFL no Conselho.

## Eleições de 1997 e Segunda Guerra Civil
Após o anúncio dos resultados das eleições gerais na Libéria de 1997, Musa invadiu o quartel do Centro de Treinamento Barclay das Forças Armadas da Libéria (AFL), ameaçando os soldados (predominantemente Krahn) com um expurgo iminente do pessoal das Forças Armadas do Ministério da Defesa. A força de manutenção da paz ECOMOG protestou contra o incidente e (então presidente eleito) Taylor repreendeu Musa pela ação. Musa foi detido em Monróvia por Taylor por um período, levado à corte marcial acusado de ter matado um membro da Guarda da Mansão de Taylor. Musa recebeu assistência jurídica da Comissão de Justiça e Paz.
Musa foi membro da legislatura durante o segundo Governo Nacional de Transição da Libéria.

## Morte
Faleceu no John F. Kennedy Memorial Hospital em 2008. Isaac Musa foi listado, juntamente com outros 22, como 'Perpetradores Mortos' pela Comissão da Verdade e da Reconciliação da Libéria (LTRC), apresentados pela Comissão como 'perpetradores que a LTRC [determinou] serem responsáveis por várias formas de abusos dos direitos humanos [. ..] e crimes de guerra, mas morreram antes da conclusão da LTRC.'

## Nota
- Este artigo foi inicialmente traduzido, total ou parcialmente, do artigo da Wikipédia em inglês cujo título é «Isaac Musa».